# Stefan Uroš V.
Stefan Uroš V. "Nejaki" je bio srpski car, sin i nasljednik cara Dušana. Vladao je od 1355. do 1371., a zadužbina mu je Manastir Matejča. Posljednji je direktni vladar iz loze Nemanjića. U njegovo vrijeme slabi središnja vlast i oblasni gospodari se osamostaljuju. Poslije smrti cara Uroša Srpsko carstvo prestaje postojati, a država službeno opet postaje kraljevina za vrijeme kralja Marka Mrnjavčevića (u narodu poznatiji kao Kraljević Marko), nasljednika kralja Vukašina, koji je bio legitimni srpski kralj, ali bez stvarne vlasti na širem prostoru. Glavnu ulogu u državi preuzima Lazar Hrebeljanović, vladar Moravske Srbije, koji predvodi srpsku vojsku u Kosovskoj bici, a zatim njegov sin Stefan Lazarević, koji je prvo bio knez, a od 1402. godine vlada Srbijom s visokom titulom despota koju je dobio od cara Bizantije. Po njemu je nazvan Uroševac na Kosovu.

## Vladavina
Vladavina cara Uroša, sina cara Dušana, bila je gotovo u svakom pogledu suprotna vladavini njegova oca. I sudbina i povijest ponekad igraju nemilosrdne igre. Tako je prvi potomak cara Dušana Silnog imao nadimak Uroš Nejaki. Novi srpski car koji je titulu naslijedio od oca nije uspijevao zaštititi svoju državu, ni od vanjskih napada, ni od unutrašnjih potresa.
I kako je već bilo pravilo u srednjem vijeku i Uroš je morao voditi bitku za svoja nasljedna prava. Najozbiljniji protivnik mu je bio Simeon Uroš, Dušanov polubrat. Iako je cjelokupna srpska vlastela i crkva stala na Uroševu stranu na državnom saboru u Skoplju 1357. godine, Simeon vojno daleko snažniji, sebi je dodijelio carske dostojanstvene oznake i zavladao Epirom i Tesalijom 1359. Mladi Uroš je uz podršku svoje majke Jelene, državnog sabora održanog u Skoplju i Dubrovčana uspio spasiti svoje vladarsko naslijeđe. Ubrzo, srpska država je podijeljena na dva carstva, Uroševo i Simeonovo. U većem dijelu koji je obuhvaćao sve stare srpske zemlje vladao je car Uroš. Pretpostavlja se da je umro 2. ili 4. prosinca 1371. godine, poslije bitke na Marici, kao posljednji srpski car.
Za vrijeme njegove vladavine, 1365., za suvladara je okrunjen Vukašin Mrnjavčević s očekivanjem da će njegovi potomci (Marko Mrnjavčević) naslijediti carsko prijestolje jer Uroš nije imao potomaka. Te godine Vukašinov brat Uglješa preuzima od carice Jelene (Uroševe majke) vlast u Seru.
Poslije velikih Dušanovih osvajanja, car Uroš postaje žrtva bahatosti vlastele koja se naglo obogatila u prethodnim ratovima i pljačkama. Infrastrukturna nepovezanost novih teritorija carevine s jezgrom otežala je uspostavljanje reda i državnih instrumenata. 
| Portal:Kršćanstvo | Portal: Kršćanstvo |

Uroš Nejaki je proglašen za sveca 211 godina poslije smrti. Njegove moći se nalaze u fruškogorskom manastiru Novi Jazak. 

## U popularnoj kulturi
Urošev lik i narodna tradicija o Vukašinu poslužili su kao osnovni motiv za povijesnu dramu Stefana Stefanovića iz 1825. godine pod imenom „Smrt Uroša V“. Prije njega ovaj motiv je pokušao obraditi Emanuel Kozačinski, a njegov rad je preradio Jovan Rajić pod imenom „Tragedija cara Uroša“, ali ta djela nemaju značajnu književnu vrijednost.